# Wlarapass
Der Wlarapass, auch Wlarpass bzw. Vlarapass (tschechisch Vlárský průsmyk; slowakisch Vlarský priesmyk) liegt im Durchbruchstal der Vlára in den Weißen Karpaten zwischen Tschechien und der Slowakei.

## Geographie
Der Wlarapass befindet sich sieben Kilometer südöstlich von Brumov-Bylnice im Katastergebiet von Sidonie. Er führt östlich des Javorník (783 m) in 283 m n.m. durch das Tal der Vlára. Die tschechische (Silnice I/57) und die sie fortsetzende slowakische Staatsstraße 57 (Cesta I. triedy 57) benutzen den Pass als Gebirgsübergang zwischen den Orten Brumov-Bylnice und Dubnica nad Váhom.

## Geschichte

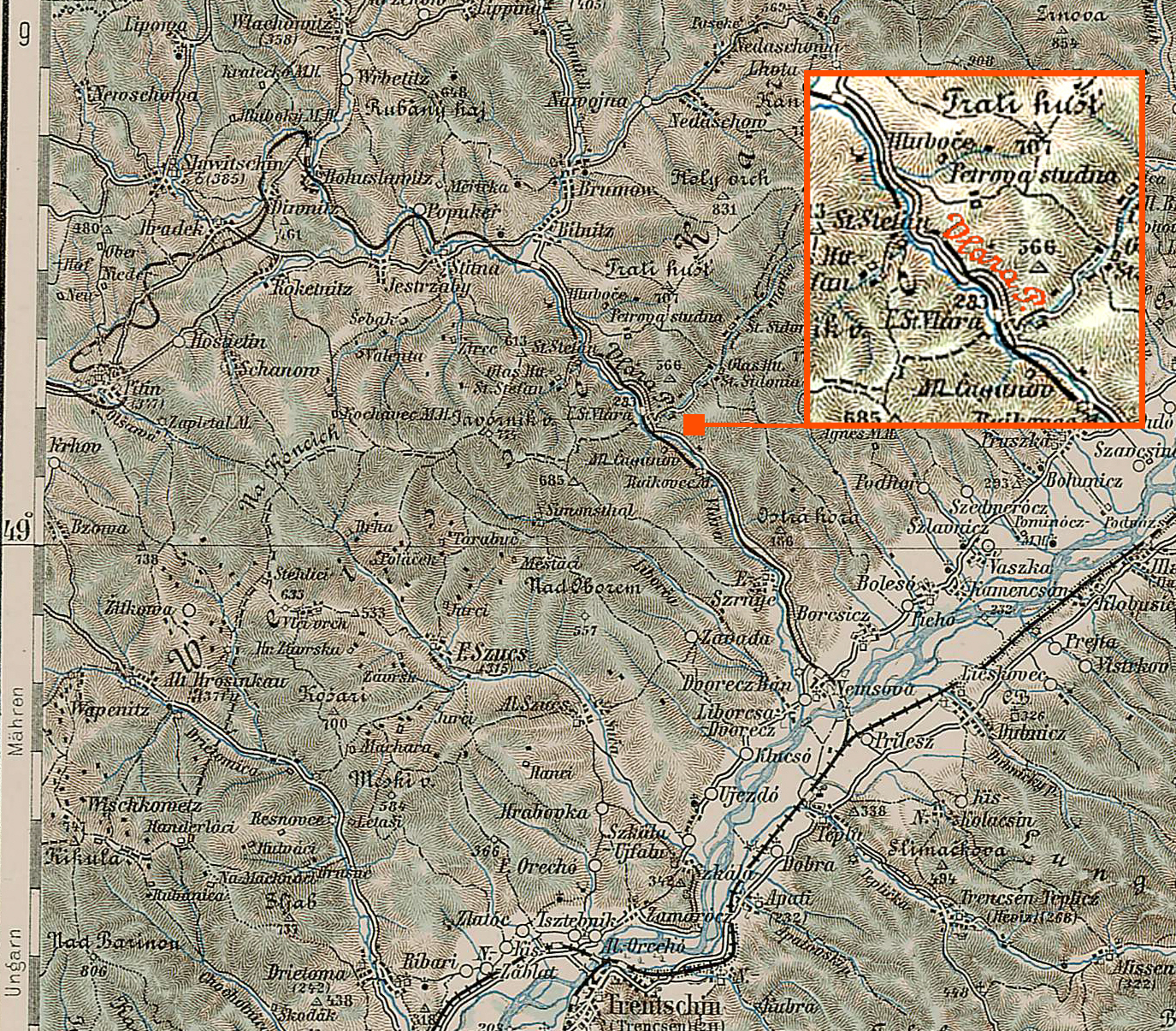
Ausschnitt einer Österreichischen Militärkarte (1914) mit Darstellung der Bahnlinie

Im Mittelalter führte die „Ungarische Straße“ (Uherská stezka), eine wichtige Straßenverbindung zwischen dem damals ungarischen Waagtal und Mähren über diesen Pass. Zugleich erfolgten über den Pass zahlreiche kriegerische Einfälle durch ungarische Aufständische und die Türken nach Mähren.
Seit 1503 ist auf dem Pass die Ansiedlung Vlář nachweisbar, sie wurde 1512 nochmals als Vlářa erwähnt und bereits 1518 als wüst bezeichnet.
Mit dem Ausbau des Schienenwegenetzes im späten 19. Jahrhundert wurde die Eignung als Bahntrasse überprüft. Nachdem der von der Mährisch-Schlesischen Centralbahn Mitte der 1870er Jahre beabsichtigte Bau einer Eisenbahn von Troppau über den Wlarapass nach Oberungarn an der unzureichenden Finanzkraft des Unternehmens gescheitert war, wurde am 28. Oktober 1888 die noch fehlende nur drei Kilometer lange Strecke von der Staats-Eisenbahn-Gesellschaft von Svatý Štěpán zum Wlarapass vollendet (Brünn-Wlarapass). Damit wurde ein Anschluss an die ungarische Eisenbahn geschaffen, die bei Trenčianska Teplá von der Bahnstrecke Bratislava–Žilina abzweigt.
Seit dem 1. Januar 1993 und dem damit verbundenen Zerfall der ČSFR bildet der Wlarapass den Grenzübergang Vlarský priesmyk - Vlárský průsmyk.
Der Pass wurde zum jeweiligen Endpunkt der ČD-Strecke Staré Město u Uherského Hradiště–Vlárský průsmyk und der ŽSR-Strecke Trenčianska Teplá–Horné Srnie–Vlarský priesmyk.